# Aricidea australiensis
Aricidea australiensis är en ringmaskart som beskrevs av Hartmann-Schröder 1990. Aricidea australiensis ingår i släktet Aricidea och familjen Paraonidae. Inga underarter finns listade i Catalogue of Life.